# Liste der österreichischen Bundesländer nach Bruttoinlandsprodukt
Folgende Liste der österreichischen Bundesländer nach Bruttoinlandsprodukt sortiert die Länder von Österreich nach ihrer erbrachten Wirtschaftsleistung.

## Bundesländer nach BIP
Österreichische Bundesländer nach Bruttoinlandsprodukt im Jahr 2021 in Euro.
| Rang | Bundesland       | Bruttoinlandsprodukt in Mio. EUR | Wachstum z.VJ (real) |
| ---- | ---------------- | -------------------------------- | -------------------- |
| 1    | Wien             | 101.960                          | + 4,5 %              |
| 2    | Oberösterreich   | 69.994                           | + 6,1 %              |
| 3    | Niederösterreich | 65.035                           | + 5,4 %              |
| 4    | Steiermark       | 51.596                           | + 4,6 %              |
| 5    | Tirol            | 34.593                           | − 0,2 %              |
| 6    | Salzburg         | 29.926                           | + 3,4 %              |
| 7    | Kärnten          | 22.692                           | + 7,3 %              |
| 8    | Vorarlberg       | 20.716                           | + 4,1 %              |
| 9    | Burgenland       | 9.498                            | + 3,7 %              |
|      | Österreich       | 406.149                          | + 4,6 %              |

## Bundesländer nach BIP pro Kopf
Österreichische Bundesländer nach Bruttoinlandsprodukt pro Kopf im Jahr 2023 in Euro.
| Rang | Bundesland       | Bruttoinlandsprodukt pro Kopf in EUR |
| ---- | ---------------- | ------------------------------------ |
| 1    | Salzburg         | 63.700                               |
| 2    | Wien             | 59.500                               |
| 3    | Vorarlberg       | 54.600                               |
| 4    | Tirol            | 54.200                               |
| 5    | Oberösterreich   | 53.600                               |
| 6    | Steiermark       | 48.300                               |
| 7    | Kärnten          | 46.800                               |
| 8    | Niederösterreich | 42.500                               |
| 9    | Burgenland       | 36.500                               |
|      | Österreich       | 51.800                               |

## Entwicklung des BIP der Bundesländer
Entwicklung des BIP der Bundesländer seit dem Jahr 2000.
| Bundesland       | BIP in Mio. € 2000 | BIP in Mio. € 2010 | BIP in Mio. € 2021 | Steigerung in Prozent |
| ---------------- | ------------------ | ------------------ | ------------------ | --------------------- |
| Wien             | 57.660             | 78.130             | 101.960            | + 76,8 %              |
| Oberösterreich   | 35.248             | 49.593             | 69.994             | + 98,6 %              |
| Niederösterreich | 33.534             | 46.286             | 65.035             | + 93,9 %              |
| Steiermark       | 27.129             | 37.576             | 51.596             | + 90,2 %              |
| Tirol            | 17.975             | 25.591             | 34.593             | + 92,5 %              |
| Salzburg         | 15.241             | 21.868             | 29.926             | + 96,4 %              |
| Kärnten          | 12.379             | 16.582             | 22.692             | + 83,3 %              |
| Vorarlberg       | 9.538              | 13.444             | 20.716             | + 117,2 %             |
| Burgenland       | 4.797              | 6.698              | 9.498              | + 98,0 %              |
| Österreich       | 213.606            | 295.897            | 406.149            | + 90,1 %              |

## Entwicklung des BIP pro Kopf der Bundesländer
Entwicklung des BIP pro Kopf der Bundesländer seit dem Jahr 2000.
| Bundesland       | BIP pro Kopf 2000 | BIP pro Kopf 2010 | BIP pro Kopf 2021 | Steigerung in Prozent |
| ---------------- | ----------------- | ----------------- | ----------------- | --------------------- |
| Salzburg         | 29.700            | 41.500            | 53.300            | + 79,5 %              |
| Wien             | 37.200            | 46.100            | 53.000            | + 42,5 %              |
| Vorarlberg       | 27.300            | 36.400            | 51.700            | + 89,4 %              |
| Oberösterreich   | 25.700            | 35.200            | 46.700            | + 81,7 %              |
| Tirol            | 26.800            | 36.300            | 45.400            | + 69,4 %              |
| Steiermark       | 22.900            | 31.200            | 41.300            | + 80,3 %              |
| Kärnten          | 22.100            | 29.700            | 40.300            | + 82,4 %              |
| Niederösterreich | 21.800            | 28.800            | 38.400            | + 76,1 %              |
| Burgenland       | 17.400            | 23.600            | 32.000            | + 83,9 %              |
| Österreich       | 26.700            | 35.400            | 45.400            | + 70,0 %              |